# Lijst van beschermd erfgoed in Bouillon
Onderstaande tabel geeft een overzicht van de beschermde erfgoederen in de gemeente Bouillon in de Belgische provincie Luxemburg. Het beschermd erfgoed maakt onderdeel uit van het cultureel erfgoed in België.
| Object | Bouwjaar/architect | Deelgemeente                   | Adres                        | Coördinaten                   | Nummer?                | Afbeelding |
| --- | ------------------ | ------------------------------ | ---------------------------- | ----------------------------- | ---------------------- | --- |
| Oude kasteel-fort van Bouillon, de wallen, een brandtrap, het bastion van Bourgogne en het wachtgebouw en het ensemble van deze gebouwen en omliggende terreinen |                    | Bouillon                       |                              | 49° 47' 34" NB, 5° 3' 55" OL  | 84010-CLT-0001-01 Info | Oude kasteel-fort van Bouillon, de wallen, een brandtrap, het bastion van Bourgogne en het wachtgebouw en het ensemble van deze gebouwen en omliggende terreinen |
| Het bastion van Bretagne en het bastion van de Dauphin |                    | Bouillon                       |                              | 49° 47' 51" NB, 5° 4' 1" OL   | 84010-CLT-0003-01 Info | Het bastion van Bretagne en het bastion van de Dauphin |
| Ensemble van twee patriciërshuizen in de omgeving van het voormalige kasteel van Bouillon en de omliggende terreinen |                    | Bouillon                       |                              | 49° 47' 41" NB, 5° 3' 55" OL  | 84010-CLT-0005-01 Info | |
| Patriciërshuis in de buurt van het kasteel van Bouillon |                    | Bouillon                       | Rue de Brutz 39              | 49° 47' 43" NB, 5° 3' 59" OL  | 84010-CLT-0006-01 Info | Patriciërshuis in de buurt van het kasteel van Bouillon |
| Patriciërshuis in de buurt van het kasteel van Bouillon |                    | Bouillon                       | place des Champs-Prévôt n°10 | 49° 47' 49" NB, 5° 3' 59" OL  | 84010-CLT-0007-01 Info | Patriciërshuis in de buurt van het kasteel van Bouillon |
| Museum Ducal: de twee gebouwen met de collecties |                    | Bouillon                       | Place Ducale                 | 49° 47' 40" NB, 5° 4' 5" OL   | 84010-CLT-0008-01 Info | Museum Ducal: de twee gebouwen met de collecties |
| Raadhuis |                    | Bouillon                       | Place Ducale                 | 49° 47' 41" NB, 5° 4' 5" OL   | 84010-CLT-0010-01 Info | Raadhuis |
| Kazernes Vauban: gevels en daken |                    | Bouillon                       | boulevard Heynen n°16        | 49° 47' 49" NB, 5° 4' 9" OL   | 84010-CLT-0011-01 Info | Kazernes Vauban: gevels en daken |
| Uitbreiding van de classificatie van de kasernes van Vauban |                    | Bouillon                       |                              | 49° 47' 47" NB, 5° 4' 10" OL  | 84010-CLT-0012-01 Info | |
| Landelijk bouwwerk te La Cornette bij Les Hayons (tegenwoordig boerderij) |                    | Les Hayons                     | Rue de la Cornette 55        | 49° 48' 50" NB, 5° 8' 46" OL  | 84010-CLT-0013-01 Info | |
| Drinkplaats |                    | Noirefontaine                  | Rue de la Sentinelle         | 49° 48' 60" NB, 5° 5' 25" OL  | 84010-CLT-0014-01 Info | Drinkplaats |
| Boerderij te Frahan |                    | Rochehaut                      | n°22, Frahan                 | 49° 50' 3" NB, 5° 0' 3" OL    | 84010-CLT-0016-01 Info | |
| Bocht van de Semois te Frahan en instelling beschermingszone |                    | Rochehaut                      |                              | 49° 50' 24" NB, 4° 59' 59" OL | 84010-CLT-0017-01 Info | Bocht van de Semois te Frahan en instelling beschermingszone |
| Geheel van Sint-Firminuskerk, omringende muur rond kerkhof en ensemble van de kerk, het kerkhof en de muur er rond heen |                    | Rochehaut                      |                              | 49° 50' 25" NB, 5° 0' 22" OL  | 84010-CLT-0021-01 Info | Geheel van Sint-Firminuskerk, omringende muur rond kerkhof en ensemble van de kerk, het kerkhof en de muur er rond heen |
| Deel van het ensemble van de Tombeau du Géant, op het grondgebied van de gemeentes Rochehaut en Ucimont, en de plaatsen "Les Grandes Falloiges, les Petites Falloiges, Ravers, Queue de Terme, Fond d'Ucimont, Prés de la Semois, Pré de la Bouche à l'eau, Assences de Pigerue, Pré Saint-Firmin, la Pigerue, le Frétis, Goutai de Wires, la Gouttel, la Rigonel, Scoticainay, la Wiré des Quoées, de Couplemou, la Virée du Ru, le Ru" |                    | Rochehaut en Ucimont           |                              | 49° 50' 2" NB, 5° 0' 49" OL   | 84010-CLT-0025-01 Info | Deel van het ensemble van de Tombeau du Géant, op het grondgebied van de gemeentes Rochehaut en Ucimont, en de plaatsen "Les Grandes Falloiges, les Petites Falloiges, Ravers, Queue de Terme, Fond d'Ucimont, Prés de la Semois, Pré de la Bouche à l'eau, Assences de Pigerue, Pré Saint-Firmin, la Pigerue, le Frétis, Goutai de Wires, la Gouttel, la Rigonel, Scoticainay, la Wiré des Quoées, de Couplemou, la Virée du Ru, le Ru" |
| Deel van de site van Tombeau du Géant, op het grondgebied van de gemeentes Ucimont, Botassart en Corbion en de plaatsen Merleux Han, le Cul de Merleux Han, Noires Eaux, Tibetrix, Prés de Germovez, Germovez, Loveté, Loquet, Devant le Mont, Sarsucot |                    | Corbion en Ucimont             |                              | 49° 48' 30" NB, 5° 0' 29" OL  | 84010-CLT-0026-01 Info | Deel van de site van Tombeau du Géant, op het grondgebied van de gemeentes Ucimont, Botassart en Corbion en de plaatsen Merleux Han, le Cul de Merleux Han, Noires Eaux, Tibetrix, Prés de Germovez, Germovez, Loveté, Loquet, Devant le Mont, Sarsucot |
| Deel van de site van Tomeau du Géant te Sensenruth, Ucimont et Corbion |                    | Corbion, Sensenruth en Ucimont |                              | 49° 49' 23" NB, 5° 1' 50" OL  | 84010-CLT-0027-01 Info | Deel van de site van Tomeau du Géant te Sensenruth, Ucimont et Corbion |
| Deel van het ensemble van de Tombeau du Géant en omvat de plaatsen "L'Orient-Traicot, Tailles des Augustins, l'Epinne, Clernot, Au-dessus de Clernot, l'Ecaillire, Pré du Plane" |                    | Corbion                        |                              | 49° 48' 14" NB, 5° 1' 29" OL  | 84010-CLT-0028-01 Info | Deel van het ensemble van de Tombeau du Géant en omvat de plaatsen "L'Orient-Traicot, Tailles des Augustins, l'Epinne, Clernot, Au-dessus de Clernot, l'Ecaillire, Pré du Plane" |
| Moulin de Rivage bij de Tombeau du Géant, gevels en daken, machineruimte, kanaal voor watertoevoer naar het oude rad |                    |                                |                              | 49° 49' 4" NB, 5° 2' 35" OL   | 84010-CLT-0029-01 Info | Moulin de Rivage bij de Tombeau du Géant, gevels en daken, machineruimte, kanaal voor watertoevoer naar het oude rad |
| "Roche aux Fées" en het aangrenzende gebied van de Semois genaamd Vanne des Bains |                    |                                |                              | 49° 47' 24" NB, 5° 3' 53" OL  | 84010-CLT-0031-01 Info | "Roche aux Fées" en het aangrenzende gebied van de Semois genaamd Vanne des Bains |
| Kapel van Immaculée Conception en de muur rond de begraafplaats |                    |                                |                              | 49° 49' 18" NB, 5° 2' 54" OL  | 84010-CLT-0033-01 Info | Kapel van Immaculée Conception en de muur rond de begraafplaats |
| Kerk Saint-Lambert en het ensemble van het gebouw en diens omgeving |                    |                                |                              | 49° 49' 31" NB, 5° 4' 22" OL  | 84010-CLT-0034-01 Info | Kerk Saint-Lambert en het ensemble van het gebouw en diens omgeving |
| Huis van de commandant, ook wel bekend als huis van de provoost, gelegen tussen Boulevard Heynen en Champ Prévôt: gevels en daken en de muren van de ommuurde tuin |                    | Bouillon                       |                              | 49° 47' 50" NB, 5° 4' 3" OL   | 84010-CLT-0035-01 Info | Huis van de commandant, ook wel bekend als huis van de provoost, gelegen tussen Boulevard Heynen en Champ Prévôt: gevels en daken en de muren van de ommuurde tuin |
| Kasteelhoeve van Dohan: gevels en daken van de gebouwen uit de 18e eeuw, grote salon en binnentrap, en het ensemble van het gebouw en zijn omgeving |                    | Dohan                          | Dohan Haut                   | 49° 47' 42" NB, 5° 8' 31" OL  | 84010-CLT-0036-01 Info | |
| Huis |                    | Rochehaut                      | Rue de la Cense 19           | 49° 50' 24" NB, 5° 0' 15" OL  | 84010-CLT-0037-01 Info | |
| Priorij van de Sépulchrines: gevels en daken |                    | Bouillon                       | Rue du Collège               | 49° 47' 37" NB, 5° 4' 10" OL  | 84010-CLT-0038-01 Info | Priorij van de Sépulchrines: gevels en daken |
| Huis genaamd "la Poulie" (oude portierswoning van Polie), uitgezonderd hedendaagse aanbouwen |                    | Bouillon                       | Rue de la Poulie 6, Bouillon | 49° 47' 40" NB, 5° 3' 56" OL  | 84010-CLT-0039-01 Info | Huis genaamd "la Poulie" (oude portierswoning van Polie), uitgezonderd hedendaagse aanbouwen |
| Boerderij te Frahan |                    | Rochehaut                      | n°23, gehucht Frahan         | 49° 50' 3" NB, 5° 0' 3" OL    | 84010-CLT-0040-01 Info | |
| Oud kasteel-fort van Bouillon, de wallen, de brandtrap, bastion Bourgogne en het hoofdgebouw, en het ensemble van de gebouwen en de omliggende terreinen |                    | Bouillon                       |                              | 49° 47' 34" NB, 5° 3' 55" OL  | 84010-PEX-0001-01 Info | Oud kasteel-fort van Bouillon, de wallen, de brandtrap, bastion Bourgogne en het hoofdgebouw, en het ensemble van de gebouwen en de omliggende terreinen |
| Bocht in de Semois te Frahan |                    | Rochehaut                      |                              | 49° 50' 24" NB, 4° 59' 59" OL | 84010-PEX-0002-01 Info | Bocht in de Semois te Frahan |